# Dyneema

Dyneema-handschoenen, composiet van dyneema en kunststof, dyneema-filamentgaren, gevlochten dyneema-touw, klimtouw van dyneema

Dyneema is een supersterke kunststofvezel op basis van polyetheen (UHMWPE = ultra-high-molecular-weight polyethylene) en valt onder de supervezels.
In de jaren dertig van de twintigste eeuw voorspelden onderzoekers al, dat er op basis van polyetheen (PE) sterke vezels gemaakt konden worden. Eind jaren zeventig slaagden Piet Lemstra en Paul Smith van het DSM-laboratorium in het Nederlandse Geleen erin om hier ook werkelijk een proces voor te ontwikkelen. Het patent werd in 1979 aangevraagd.

## Productie
De gemiddelde ketenlengte van de moleculen van de gebruikte PE is hoger dan een miljoen koolstofatomen. De ketens hebben nagenoeg geen zijtakken en worden gemaakt met de zieglermethode (hoge-dichtheid-polyetheen of HDPE). De ketens rollen zich tijdens het stollen op tot kristallijne blokjes. Eind jaren zeventig lukte het de DSM-laboratoria om lange ketens polyetheen deels op te lossen in paraffine. Er ontstaat een soort gel, waarbij de kristallijne vorm af en toe overgaat in een recht stuk. Men drukt de gel door spinkoppen en gaat het oplosmiddel verdampen terwijl men aan de vezel trekt. De lange moleculen zullen hierdoor af en toe een stukje afrollen. Dit gebeurt in de lengterichting van de vezel. Ruwweg ziet de structuur van een molecule er nu uit als kristallijne blokjes afgewisseld met stukjes rechte keten. Dit noemt men de "micro-Sish-Kebab structuur". Doordat meer dan 95% van de moleculen in de lengterichting van de draad liggen, dragen ze nagenoeg allemaal bij aan de treksterkte; het kristallijne gehalte is rond de 85%. De kristalblokjes voorkomen dat de molecuulketens over elkaar schuiven.
Het patent van DSM is in licentie gegeven aan Allied Signal (Honeywell) in de Verenigde Staten en wordt gebruikt om Spectra-fibers te produceren. Inmiddels had men bij DSM een beter oplosmiddel ontdekt: decaline. Dit gebruikte DSM om de eigen vezel te ontwikkelen: Dyneema. Omdat DSM geen ervaring had in de textiel en geen parallelle ontwikkeling van PE-fibers in Japan wilde, koos men een samenwerkingsverband met de Japanse firma Toyobo. In Japan werd een proeffabriek opgestart; de eerste Nederlandse fabriek werd in 1990 in Heerlen gebouwd.
Wanneer Dyneema in composieten verwerkt wordt, krijgt het om de hechting aan het hars te verbeteren vaak een zogenaamde 'coronabehandeling'.
Inmiddels (2022) is de Dyneema-business door DSM verkocht aan Avient Corporation, met uitzondering van een kleine plant in Greenville (NC), Verenigde Staten, waar Dyneema voor medische toepassingen gemaakt wordt.

## Eigenschappen
- hoge treksterkte: 3,3-3,9 GPa.
- E-modulus: 109-132 GPa.
- laag soortelijk gewicht: 0,97 g/cm³.
- temperatuurgevoelig: smeltpunt 144-152 °C. Niet gebruiken voor langere tijd boven 100 °C; het wordt bros bij temperaturen beneden –150 °C.
- bestand tegen wrijving, zonlicht (uv), (zee)water, chemicaliën, micro-organismen.
- gevoelig voor kruip.
- schuurt of snijdt niet.

## Toepassingen

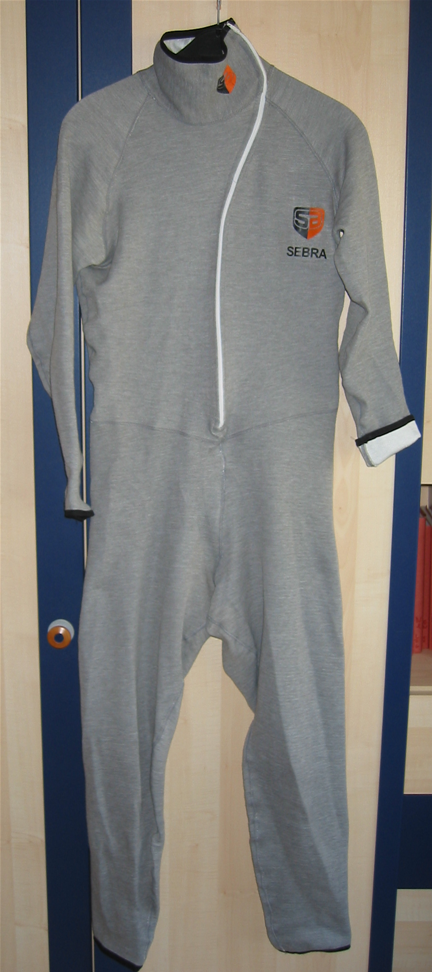
Een snijvrij shorttrackpak, gemaakt van dyneema

- wielrennen: materiaal voor het bovenste deel van de fietsschoen en als versteviging in broeken.
- zeevaart (het materiaal blijft drijven): vislijnen, netten, scheepstouw, lijnen van een kite, zeilen (onder meer de deelnemers aan de Volvo Ocean Race gebruiken het voor hun lijnen aan boord); Dyneema is 10% sterker dan staaldraad en acht keer zo sterk als polypropyleen van dezelfde dikte
- medische (orthopedische) toepassingen: reparatie van ligamenten en banden
- handschoenen die gebruikt worden in risicovolle omstandigheden, bijvoorbeeld het slagersvak, en bij scherpe materialen als glas, metaalbewerking, papierverwerking
- kogelwerende producten: vesten, helmen, panelen in politieauto- en cockpitdeuren
- verankeren van olieboorplatforms[1] (heel lange staalkabels bezwijken onder hun eigen gewicht, kabels van Dyneema niet)
- zweefvliegsport: wordt steeds meer toegepast als vervanging voor stalen lierkabels voor het lanceren van zweefvliegtuigen
- beschermende onderdelen in sport, bijvoorbeeld shorttrack, schermen en ijshockey
- vliegersport: lijnen voor powerkites en kitesurfen
- kamperen: tentdoek dat geen vocht opneemt en niet gecoat hoeft te worden, extra licht is en niet doorzakt bij nat weer
- andere sporten: basismateriaal voor het vervaardigen van pezen voor de handboogsport en klimuitrusting voor de klimsport
- transport en constructie: Dyneema-hijskabels (ter vervanging van stalen hijskabels), deze hebben een hoge ratio sterkte t.o.v. eigen gewicht en zijn nagenoeg slijtbestendig